# Freccia Vallone femminile 2012
La Freccia Vallone femminile 2012, quindicesima edizione della corsa e valida come quarta prova della Coppa del mondo di ciclismo su strada femminile 2012, si svolse il 18 aprile 2012 su un percorso di 123 km, con partenza da Huy e arrivo al Muro di Huy, in Belgio. La vittoria fu appannaggio della statunitense Evelyn Stevens, la quale completò il percorso in 3h26'32", alla media di 35,733 km/h, precedendo l'olandese Marianne Vos e la neozelandese Linda Villumsen.
Sul traguardo del muro di Huy 128 cicliste, su 157 partite da Huy, portarono a termine la competizione.

## Percorso
L'edizione 2012, vide un percorso diverso da quello dell'edizione precedente: tra le differenze più significative vi fu la presenza della Côte de Villers-le-Bouillet al posto della Côte d'Ereffe.

### Muri
| Numero | Nome                        | Chilometro | Lunghezza (m) | Pendenza media (%) |
| ------ | --------------------------- | ---------- | ------------- | ------------------ |
| 1      | Côte de Peu d'Eau           | ?          | 2700          | 3,9                |
| 2      | Côte de Haut-Bois           | ?          | 1600          | 4,8                |
| 3      | Côte de Groynne             | ?          | 2000          | 3,5                |
| 4      | Côte de Bohissau            | ?          | 1300          | 7,6                |
| 5      | Côte de Bousalle            | ?          | 1700          | 4,9                |
| 6      | Muro di Huy                 | ?          | 1300          | 9,6                |
| 7      | Côte d'Amay                 | ?          | 1700          | 7,5                |
| 8      | Côte de Villers-le-Bouillet | ?          | 1700          | 7,5                |
| 9      | Muro di Huy                 | 123        | 1300          | 9,6                |

## Resoconto degli eventi
La prima fuga di giornata fu alimentata da Amanda Spratt. Durante l'inseguimento, Marianne Vos e Emma Pooley subirono rispettivamente una caduta ed un incidente meccanico. La Spratt ebbe come vantaggio massimo due minuti, ma venne ripresa poco prima del primo passaggio sul Muro di Huy. Sul muri tentarono l'allungo Linda Villumsen e Lucinda Brand, seguite da Clara Hughes. Questo attacco costrinse la Stichting Rabo Women a sacrificare Pauline Ferrand-Prévot e Annemiek van Vleuten per ricucire sulle 3. Nella salita finale, Marianne Vos attaccò con convinzione e superò le battistrada, però tuttavia venne a sua volta raggiunta e superata negli ultimi metri dalla statunitense Evelyn Stevens, che vinse per distacco.

## Ordine d'arrivo (Top 10)
| Pos. | Corridore        | Squadra            | Tempo    |
| ---- | ---------------- | ------------------ | -------- |
| 1    | Evelyn Stevens   | Specialized        | 3h26'32" |
| 2    | Marianne Vos     | Stichting Rabo     | a 4"     |
| 3    | Linda Villumsen  | GreenEDGE-AIS      | a 20"    |
| 4    | Lucinda Brand    | AA-Drink           | a 27"    |
| 5    | Ashleigh Moolman | Lotto Ladies       | a 41"    |
| 6    | Judith Arndt     | GreenEDGE-AIS      | s.t.     |
| 7    | Megan Guarnier   | Tibco-To           | a 44"    |
| 8    | Clara Hughes     | Specialized        | a 48"    |
| 9    | Emma Johansson   | Hitec Products     | s.t.     |
| 10   | Karol-Ann Canuel | Vienne Futuroscope | s.t.     |